# 新田博邦
新田 博邦（にった ひろくに、1955年5月1日 - ）は日本の映画プロデューサー。東京出身。株式会社ミューズ・プランニングの代表取締役。

## 来歴

### 生い立ち
1955年、東京都神田の洋服生地問屋の一人息子として生まれる。1979年日本大学芸術学部映画学科卒業。学生時代より、音楽・演劇に熱中し、エンターテイメントの仕事に従事する事を目指す。

### 映像業界へ
卒業後、(株)劇団青俳、(有)グランパパプロダクション、(株)朝丘雪路事務所を経る。木村功、下条アトム、津川雅彦、朝丘雪路、烏丸せつこ、荒木一郎らのマネージメントを経て独立。

### メディア ウィザード設立
1988年に株式会社メディア ウィザード設立。設立後は、その手腕を生かし、舛添要一（国際政治学者）、大鶴義丹（作家・俳優・監督）、DJ SACHIHO（ミュージシャン）、氏神一番(カブキロックス)他、ジャンルを超え独自のマネージメント・プロデュースを行う。
また、その頃より映画プロデュースも手掛け、「湾岸ミッドナイト」を始め、「キャンプで会いましょう」など、主に(株)徳間大映と組んだ作品が多く、又、自ら〝ピンクプラネッツ〟という映画レーベルを立ち上げ、低予算の良質な映画を作るというコンセプトの基、くりぃむしちゅー主演の「パローレ〜甘い囁き」オセロの松嶋尚美主演の「シナリオライター☆松本マリコの課題」を製作する。又、海外とのコラボレーションも多くフィリピン他、香港との共同製作「少林キョンシ―」もある。

### ミューズ・プランニング設立
2000年に念願であった音楽ソフト製作会社(株)ミューズ・プランニングを設立し、mme他のレーベルを立ち上げ、(株)プライエードレコーズと契約、ディストロビューションを(株)ユニバーサル・ミュージックに委託し、CDを始めとする音楽ソフトを発表している。現在、インディペンデント系の、映像から音楽まで幅広く取り扱えるプロデューサーとして独自のポジションを築いている。

## 作品

### 主な映像作品履歴
- 湾岸ミッドナイトシリーズ(1)〜(6) (1991年) 企画・制作
- キャンプで会いましょう (1995年) 企画・制作
- となりのホブ・マーリイ (1995年) 製作
- Ｂ(1997年)企画・制作
- 新・湾岸ミッドナイト (1998年) 製作・配給
- 破線のマリス (1999年) 企画
- TOTAL AIKIDO (2000年) 企画・制作
- 湾岸ミッドナイト リターン (2001年) 企画・制作
- パローレ〜甘い囁き〜 (2003年) 企画・製作・配給
- 少林キョンシ― (2003年) 香港・日本共同製作
- シナリオライター☆松本マリコの課題 (2004年) 企画・製作・配給
- そうかもしれない (2005年) 企画・製作 (第18回東京国際映画祭正式出品作品)
- ☆激走シリーズ (クロックワークスと共同製作)
- 湾岸フルスロットル
- ハイウェイバトル R×R
- ドリフトR
- 湾岸最速バトル スカイライン伝説
- 峠最速バトル　ドリフト86伝説
- ハイブリッド・バトル
- ゼロヨン・ファイター
- ドリフト・ヒーロー
- キリン (2012年) 企画・製作
- 裸のいとこ (2013年) 製作
- 潜伏 (2014年) 企画・製作
- キセキの葉書(2017年)企画・製作
- ばぁばは、だいじょうぶ(2018)企画・プロデューズ
- 兄消える(2019)企画・製作

### 主な音楽関係作品履歴
- 高見華子「ON THE FIRST」（east west japan）(2001年) プロデュース
- 荒木一郎「Best & Best」(2001年) プロデュース
- キャロル・セラ「竹内まりや〜セゾン・ダムール〜」(2001年) プロデュース
- コンピレーション・アルバム「ジャパニーズ・ボサノバ」(2002年) 企画
- キャロル・セラ「ユーミン＆まりや〜ボンジュール・ラプレミディ〜」(2002年) 企画
- 荒木一郎「2002 IN 青山劇場」(2003年) 企画・構成
- 荒木一郎「3DAYS」(2010年) 企画・構成
- 雪村いづみ 60周年コンサート「KIJU」渋谷さくらホール(2014年) 企画・構成
- 荒木一郎50周年プレミアム・コンサート「空に星があるように」オーチャードホール(2016)企画・構成